# Louis Joseph de Chateauneuf de Rochebonne
Louis Joseph de Chateauneuf de Rochebonne,  né le 25 août 1685 à  Lyon  et mort en 1729, est un prélat français du XVIIIe siècle.

## Famille
Louis Joseph de Chateauneuf est fils de Charles de Chateauneuf, comte de Rochebonne, et de Marie- Thérèse Adhémar de Grignan, le frère cadet de Charles-François de Chateauneuf de Rochebonne, archevêque de Lyon. Il a pour oncles maternels Jean-Baptiste Adhémar de Monteil de Grignan et Louis-Joseph Adhémar de Monteil de Grignan.

## Biographie
Louis Joseph de Chateauneuf de Rochebonne est docteur en théologie, aumônier du roi et doyen de l'église de Lyon.  Louis-Joseph de Chateauneuf  devient coadjuteur de son oncle  Louis-Joseph Adhémar de Monteil de Grignan , évêque de Carcassonne et est lui-même nommé évêque titulaire d'Hierocaesarea (de) et consacré comme tel le 21 juillet 1720 par René François de Beauvau du Rivau, archevêque de Toulouse, avant de succéder à son oncle comme  évêque de Carcassonne le 1er mars 1722. Il meurt le 31 décembre 1729.